# Gino Rubert
Gino Rubert (Ciutat de Mèxic, 1969) és un artista català nascut a Mèxic.
Fill del filòsof Xavier Rubert de Ventós i de la psicoanalista i escriptora mexicana Magda Català, va estudiar Belles Arts a la Parsons School of Design de Nova York. És germanastre de Xita Rubert i nebot de Maria Rubert. Va ser fillastre de Luisa Castro. La seva obra ha estat exposada en galeries com l'Akiyoshidai International Art Village (Japó), el Künstlerhaus Bethanien (Alemanya), el Centre de Cultura Contemporània de Barcelona, la galeria Clara Oliver (Nova York), la galeria Michael Haas (Berlín), la galeria Mizuma (Tòquio). Exposa individualment des de l'any 1991 i també ha participat en diverses mostres col·lectives. L'any 2007, la seva obra fou seleccionada per il·lustrar les portades de la trilogia "Millennium" de Stieg Larsson, on va utilitzar la imatge de la seva exparella Tamara Villoslada.